# カルカン

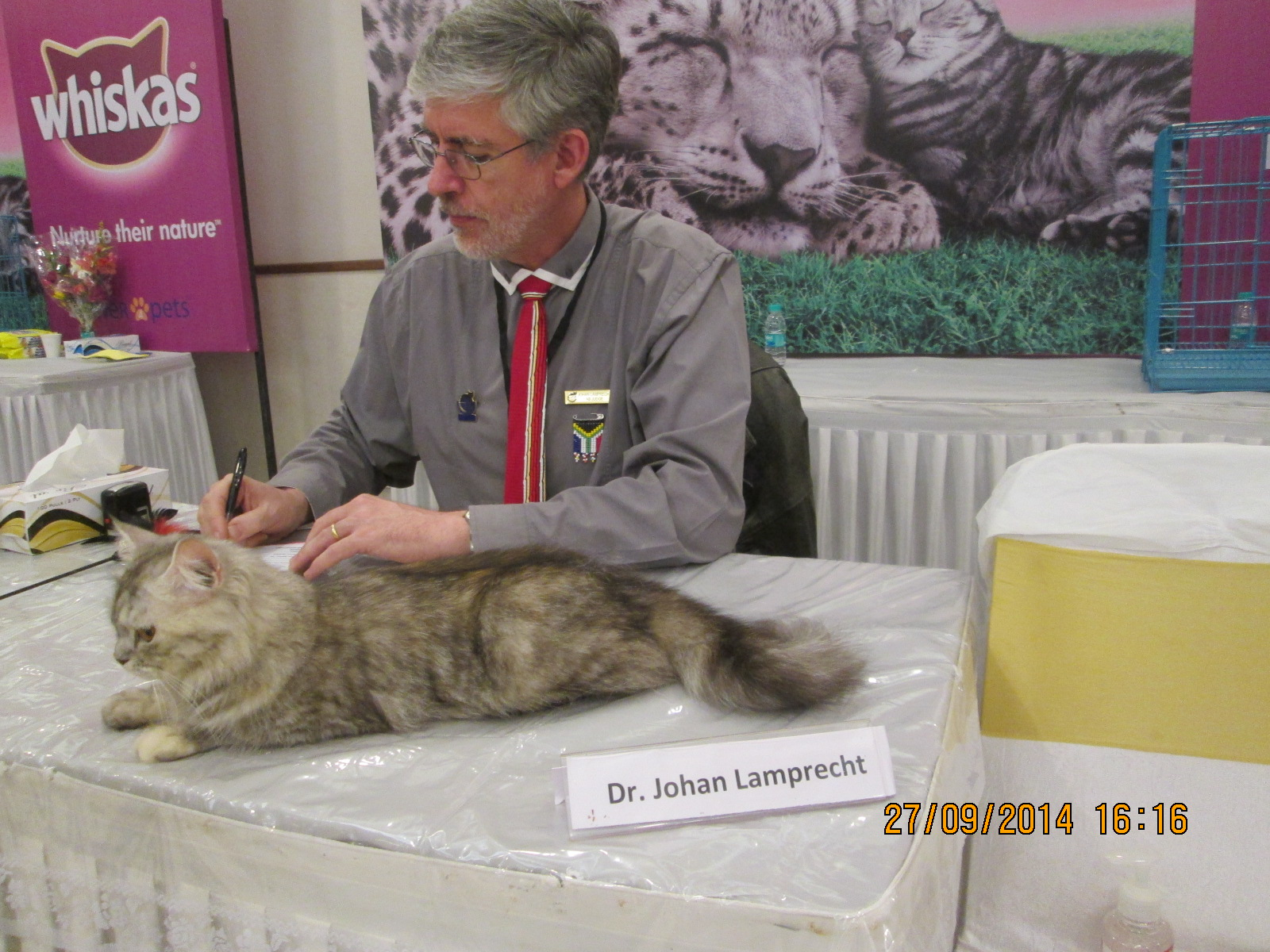
ウィスカスのロゴと猫

カルカン（英語: Kal Kan、アメリカなどではウィスカス 英語: Whiskas）は国際的に売られているキャットフードのブランドである。カルカンのブランドはアメリカのマースインコーポレイテッド（英語: Mars, Incorporated）が所有している。肉のようなかけらが缶やパウチに入っているキャットフードや、ドライフードを販売している。パッケージのほぼ全体が紫色で、図案化された猫の頭の形のシルエットがついている。

## 歴史
カルカン社は1936年にカリフォルニア州のロサンゼルス近くにある本社でのペットフードの製造を始め、その後アメリカ各地で発展した企業である。1958年にウィスカスというブランド名でイギリス市場に出回るようになり、のちにヨーロッパ中に広がった。
会社は1968年にマース社によって買収され、Petfoods Ltd（後にペディグリー・ペットフーズに改称）の子会社となった。
ヨーロッパ事業にあわせて一つの国際的なブランドとして営業し、世界規模で広告キャンペーンを統一的に展開できるように、カルカンは1989年にアメリカでの会社名をウィスカスに改称した。カルカンというブランド名にはアメリカで多くの資産価値があったにもかかわらず、「ウィスカス」は消費者に猫のように聞こえる名前であり、より好まれるということもわかった。「ウィスカー」(whisker) は英語で「猫のひげ」（洞毛）を指す言葉である。 ウィスカスはペディグリーによってアメリカのヴァージニア州マクリーンで製造された。

## 市場活動

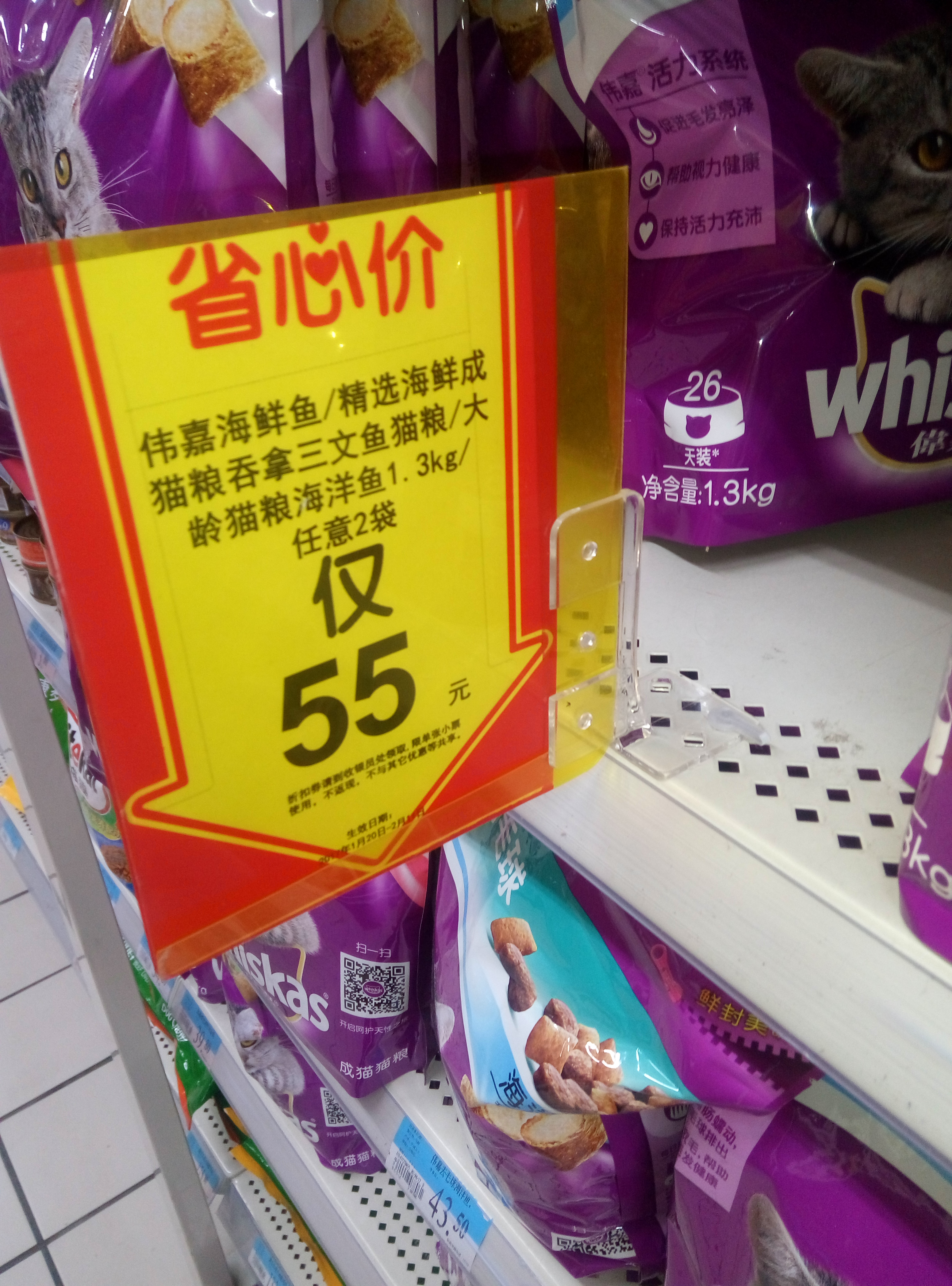
店でウィスカスの袋が売られている様子（中国）

イギリスでよく知られているウィスカスの広告のキャッチフレーズは「10人のうちの8人の飼い主が『家の猫はウィスカスを好きだ』と言った」("eight out of 10 owners said their cat prefers it") だった。広告基準局（Advertising Standards Authority）に苦情が来た後、「キャットフードで好きなものを述べた10人のうちの8人の飼い主が『家の猫はウィスカスが好きだ』と言った」に変更させられた。イギリスの8 out of 10 catsというクイズ番組の題名はそのキャッチフレーズが由来である。 
1999年にオーストラリアンフットボール選手であるギャリー・ホッキングはジーロング・フットボールクラブ（通称「キャッツ」）の会社の販売促進の一端として平型捺印証書によって名前を「ウィスカス」に変更した。この種の注目されるような派手な広告はウィスカスにとって初めてだった。
1999年6月3日にウィスカスは初めて「猫向けコマーシャル」をアメリカのテレビで放送した。VHSで発売されたこの映像は、広告がどのように機能するかを示すためのもので、広告に対する何匹かの猫の反応も盛り込んでいた。対照的な色と魚と水中で撮られたビデオが映像で出てくる広告だった。ビデオの最後には（動画がフェードアウトして再び映像が動きだす前に）「自社検証で、10匹のうちの8匹の猫がウィスカスの商品を好きだと答えました」という主張が出てくるようになっていた。
デンマークでは、かつては「猫はウィスカスを選ぶだろう (Katte ville vælge Whiskas)」という広告キャッチフレーズだった。スウェーデンでは、「ウィスカス - もし猫自身で選んで手に入れるなら (Whiskas – Om katten själv får välja)」という似たようなキャッチフレーズが使われている。ロシアでは、「あなたの猫ちゃんはウィスカスを買うだろう (Ваша киска купила бы Вискас)」がキャッチフレーズだった。このキャッチフレーズはロシア語で「猫ちゃん」と「ウィスカス」が韻を踏んでいる。イタリア語圏でのキャッチフレーズは「猫はウィスカスを買うだろう (i gatti comprerebbero Whiskas)」が長い間使用されている。ハンガリー、セルビア、ドイツ、オーストリア、フィンランド、エストニア、フランス、スロバキア、チェコ共和国、ルーマニア、ポーランド、スロベニアで同じ意味のキャッチフレーズが使用されている。
日本では「ねこ、まっしぐら♪」のキャッチフレーズが使用されてきた。このフレーズは1989年から約10年間利用され、カルカンを日本のキャットフードのトップブランド（当時）に押し上げた。その後このフレーズはしばらく使われなくなったが、2011年よりカルカンの再浮上を狙って復活した。関東地方ではこのフレーズとともに、カルカンの名はネコを飼っていない人にまで広く知られている。一方、九州、特に鹿児島県ではカルカンと言えば菓子の軽羹を想像する人が多く、キャットフードのカルカンは通じないことがある。